# Ducesa Helen de Mecklenburg-Schwerin
Helene de Mecklenburg-Schwerin (Helene Luise Elisabeth; 24 ianuarie 1814 – 17 mai 1858) a fost Prințesă Moștenitoare a Franței după căsătoria din 1837 cu fiul cel mare al regelui Ludovic Filip al Franței, Ferdinand Philippe de Orléans.   
A fost mama viitorului Conte de Paris și a Ducelui de Chartres. Descendenții ei includ pe actualul Conte de Paris ca și pe actualii pretendenți la tronurile Franței și Italiei și pe regii Spaniei și Belgiei. 

## Biografie

### Familie

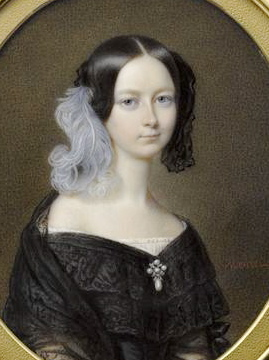
Portret al Elenei de Mecklembourg-Schwerin, ducesă d'Orléans, de François Meuret.

Născută la Schloss Ludwigslust, ea a fost singura fiică a lui Frederick Louis, Mare Duce Ereditar de Mecklenburg-Schwerin (1778–1819) și a celei de-a doua soții, Karoline Luise de Saxa-Weimar-Eisenach (1786–1816), a treia fiică a Marelui Duce Karl August și a prințesei Louisa de Hesse-Darmstadt.
Pe linie paternă a fost nepoata lui Frederic Francisc I, Mare Duce de Mecklenburg-Schwerin și a Prințesei Louise de Saxa-Gotha-Altenburg.

De asemenea, ea a fost nepoata regelui Frederic Wilhelm al III-lea al Prusiei. Tot pe linei paternă a fost verișoara Ducesei de Kent și a regelui Leopold I al Belgiei. Printre verișorii materni se includ regina Prusiei și regele Wilhelm I de Württemberg.
Tatăl ei a fost fiul cel mare și moștenitor al lui Frederic Francisc I, Mare Duce de Mecklenburg. Mama ei a fost prințesă a ducatului de Saxa-Weimar-Eisenach. Marele Duce Ereditar și soția lui au murit la trei ani diferență unul de celălalt; mama Helenei a murit în ianuarie 1816 iar tatăl ei în 1819 lăsându-l pe fratele vitreg al Helenei, Paul Friedrich, Mare Duce de Mecklenburg-Schwerin (1800–1842), noul Mare Duce Ereditar și pe toți copiii în grija bunicului Helenei, Mare Duce în funcție.

### Căsătorie
La 30 mai 1837, la Palatul Fontainebleau, Helene Luise s-a căsătorit cu Ferdinand Philippe d'Orléans. Arhiepiscopul de Paris, Hyacinthe-Louis de Quélen, a folosit pretextul diferențelor religioase pentru a interzice ca ceremonia să aibă loc la Notre Dame de Paris.
Ea a fost aleasă ca mireasă pentru duce pentru a forma o alianță cu unchiul ei, Frederic Wilhelm al III-lea al Prusiei, în ciuda faptului că era protestantă și considerată liberală și nu prea frumoasă. Fiind o persoană ambițioasă, ea a acceptat propunerea împotriva dorinței familiei, deoarece dorea să devină regină. 
Soțul ei era fiul cel mare al regelui Ludovic-Filip I și al reginei de origine italiană, Maria Amalia.

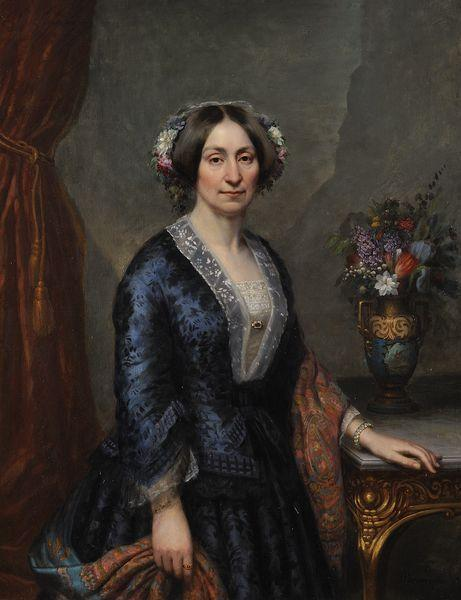
Ducesa de Orléans, deHeinrich Pommerencke, c. 1850.

Căsătoria a fost descrisă ca fiind una fericită. A devenit populară pentru public prin introducerea pomului de Crăciun în Franța. Cuplul a avut doi copii; fiul cel mare, Filip, născut la Palatul Tuileries din Paris va deveni cunoscut mai târziu de regaliști sub numele Louis Philippe II.  Celălalt fiu, Robert, a luptat pentru Uniune în Războiul Civil American și pentru Franța în 1870 în războiul franco-prusac.
La 13 iulie 1842, soțul ei a murit din cauza rănilor suferite după ce a sărit din trăsura scăpată de sub control; moartea lui prematură a stârnit o dezbatere în cadrul Casei de Orléans peste înființarea unui consiliu de regență care ar fi necesar dacă Ludovic-Filip ar muri în timp ce moștenitorul său ar fi fost încă minor (prințul Ludovic Filip avea patru ani iar regele Ludovic-Filip 68 de ani). Principalii membri au fost văduva lui Ferdinand Philippe și fratele lui Ludovic, ducele de Nemours, însă prin evoluția ulterioară regența nu s-a materializat.
În 1848, socrul ei a fost detronat. Helene plănuia să prevină abolirea monarhiei și să fie proclamată regentă pentru tânărul ei fiu. Ducele de Nemours a renunțat la drepturile sale de a fi regent pentru Helene și Helene a apărut la parlamentul francez, cu cei doi fii ai ei, contele de Paris și fiul ei mai mic ducele de Chartres, pentru a pretinde dreptul fiului său la tron și cerând ca ea să fie instalată ca regentă în timpul minoratului. Pretenția nu a fost acceptată de parlament.
Helene a părăsit Franța pentru Germania împreună cu copiii. Ea a continuat din străinătate să pretindă în mod activ dreptul fiul ei de a deveni monarh însă regaliștii francezi de acasă au început să favorizeze fosta linie regală franceză sub conducerea Contelui de Chambord.
Hélène a murit de gripă la Richmond; ea a trecut boala și fiului ei Robert care a stat alături de ea în tot acest timp însă a supraviețuit și a continuat să lupte în războaiele italiene de unificare.
Inițial ea a fost înmormântată la Weybridge înainte de a fi transferată la capela regală din Dreux în 1876.